# Ivandol (Słowenia)
Ivandol – wieś w Słowenii, w gminie Krško. W 2018 roku liczyła 33 mieszkańców.